# Gyrojet

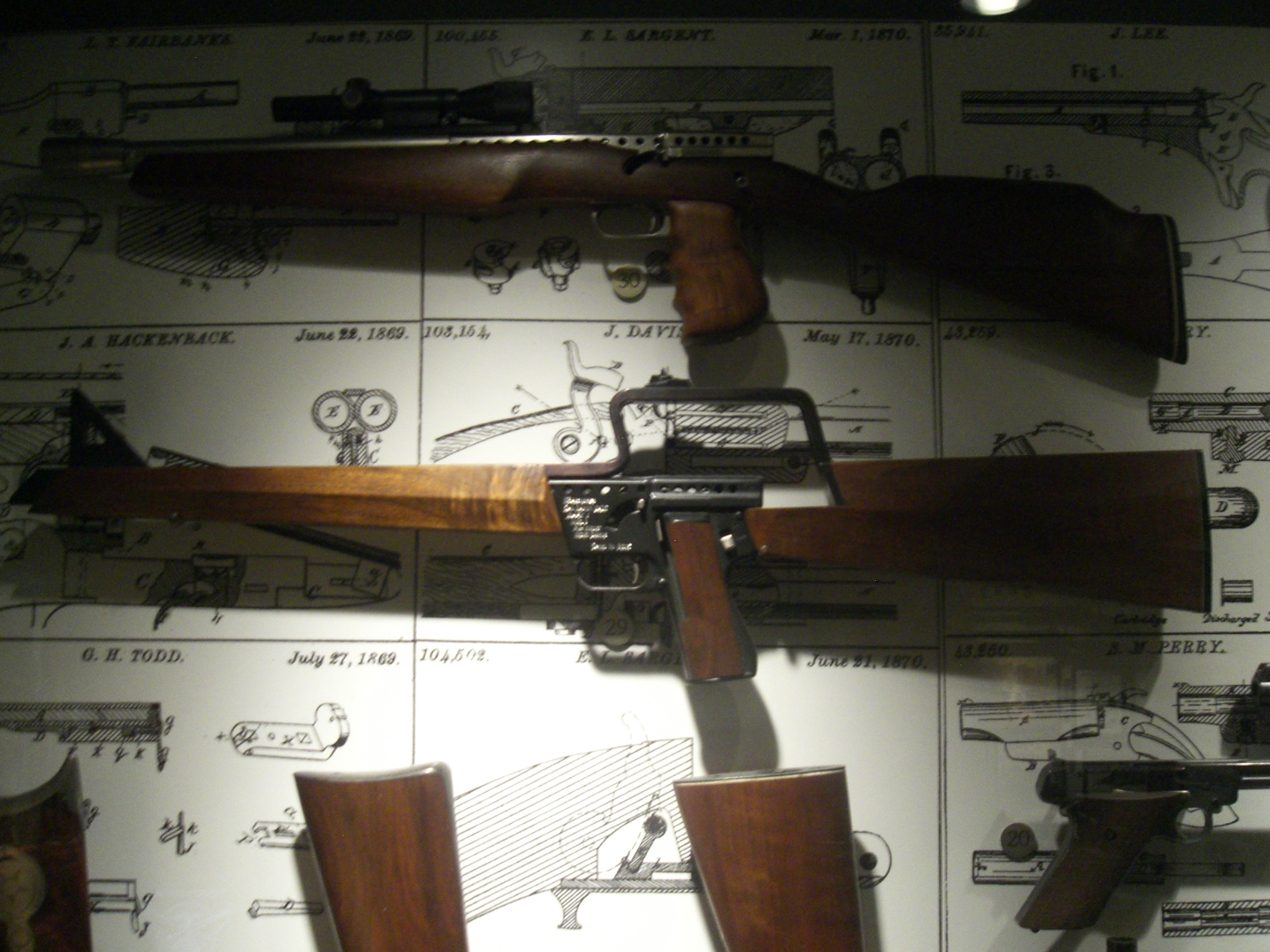

Gyrojet — уникальный ракетный пистолет, разработанный компанией MB Associates в 1960-х годах.
Причина столь необычного конструкторского решения — стремление разработчиков объединить в одном образце высокую эффективность и низкий уровень шума при стрельбе. Данные требования были выполнены: на дальности 55 м (60 ярдов) энергия ракеты превышала энергию пули, выпущенной из пистолета Кольт M1911, а вместо металлического лязга и шума от взрыва пороха было слышно только шипение улетающей ракеты. Однако недостатки оружия перевешивали достоинства: пистолет был малоэффективен в ближнем бою, так как ракетам нужно было время на набор скорости; из-за отсутствия стабилизаторов ракеты имели высокий разброс; сам же пистолет имел большие габариты, небольшую ёмкость неотъёмного магазина и низкую надёжность. По этой причине на вооружение Gyrojet принят не был, однако некоторое количество пистолетов было приобретено офицерами армии США и эксплуатировалось во время войны во Вьетнаме. Малая эффективность в ближнем бою обусловлена тем, что ракета разгоняется за пределами направляющей трубки, набирая максимальную скорость на приличном расстоянии от стрелка (в момент вылета из направляющей трубки скорость ракеты была всего около 30 метров в секунду), что противоречит принципу использования пистолета как оружия последнего шанса для стрельбы на минимальных дистанциях и более соответствует существующим типам ручного ракетного оружия, то есть гранатомётам.
Существовали экспериментальные образцы ручного гранатомёта, основанного на этом принципе; также были разработаны однозарядные ракетницы для запуска сигнальных ракет. Такая техника (gyrojet flare, A/P25S-5A) довольно долго использовалась в ВВС США для снаряжения сбитых пилотов. Преимущество такой сигнальной ракеты перед существующими вариантами сигнальных устройств (использующих пиротехническое устройство, выстреливаемое из варианта охотничьего патрона) состоит в том, что оно разгоняется маршевым двигателем достаточно долгое время, чтобы выбраться из под кроны деревьев, даже если ракета натыкается на ветви по пути вверх и загорается на приличной высоте над верхушками деревьев.
В 1968 году федеральное правительство США запретило производство в гражданском секторе патронов калибра более 12 мм (.50"). Для производителя расходы по переходу к такому калибру оказались непосильными и он прекратил работу.

## Описание
Основная разница между обычным огнестрельным оружием и ракетой заключается в том, что снаряд обычного огнестрельного оружия набирает максимальную скорость в стволе огнестрельного оружия, а затем замедляется на своей траектории; ракета продолжает ускоряться до тех пор, пока сгорает топливо, а затем продолжает полет, как пуля без двигателя. Пуля имеет максимальную кинетическую энергию на дульном срезе; ракета имеет максимальную кинетическую энергию сразу после израсходования топлива. Время горения ракеты Gyrojet указано в книге "Института читателей ванной комнаты"  как 1 ⁄ 10 секунды , а в проекте «Проект «Ветер смерти»» — 0,12 секунды.
Нарезной ствол огнестрельного оружия должен быть изготовлен с высокой точностью и выдерживать чрезвычайно высокое давление; в процессе эксплуатации он подвергается значительному износу. Ракета Gyrojet запускается через простую прямую трубку с гладкими стенками небольшой прочности.
Точность увеличивается за счет вращения снаряда. Это достигается за счет прижатия пули к спиральным нарезам ствола. Однако у ракеты недостаточно начальной энергии для такой стабилизации. Стабилизация вращения ракеты обеспечивалась за счет наклона четырех крошечных ракетных сопл, а не за счет проталкивания снаряда через нарезной ствол. Выделившиеся внутри ствола дымовые газы выводились через вентиляционные отверстия в нем. Точность стабилизации ракеты вращением как метода наведения ограничена точностью, с которой можно направить пусковую трубку, и точностью, с которой трубка ограничивает ориентацию снаряда.
Ракета покидает ствол с низкой энергией и ускоряется до тех пор, пока топливо не израсходуется на расстояние около 18 метров, после чего ракета массой 180 гран имеет скорость около 1250 футов в секунду (380 м/с), что немного больше одного Маха и примерно в два раза больше энергии, чем у обычного армейского патрона .45 ACP . [8] Хотя результаты испытаний сильно различаются, испытатели сообщают, что в некоторых снарядах раздавался звуковой удар, а в других - только шипящий звук, что позволяет предположить, что максимальная скорость варьировалась от чуть ниже до чуть выше 1 Маха.
Ракеты имели корпус из нержавеющей стали с заострённым наконечником, максимальную скорость 380 м/с они развивали на дальности 20 м и более. В оптимальных условиях оружие давало одну осечку на 100 выстрелов. Рассеивание на дальности 100 м составляло от 2 (по данным производителя) до 3 и более метров. Сам пистолет был выполнен из алюминия. Ударно-спусковой механизм — одинарного действия. На левой стороне оружия находится рычажок для ручного взведения. Пистолет взводится силой ракеты, движущейся вперед по направляющей трубке, когда ракета нажимает на рычаг в трубке.
